# Frullania schaefer-verwimpii
Frullania schaefer-verwimpii là một loài Rêu trong họ Jubulaceae. Loài này được Yuzawa & S. Hatt. mô tả khoa học đầu tiên năm 1989.